# مايلز بينيا
مايلز بينيا هو مغني كوبي، ولد في القرن العشرين في هافانا في كوبا.

## وصلات خارجية
- مايلز بينيا على موقع ميوزك برينز (الإنجليزية)
- مايلز بينيا على موقع أول ميوزيك (الإنجليزية)
- مايلز بينيا على موقع ديسكوغز (الإنجليزية)